# Aloe hemmingii
Aloe hemmingii es una especie de planta suculenta perteneciente a la familia Xanthorrhoeaceae. Es endémica de Somalia.

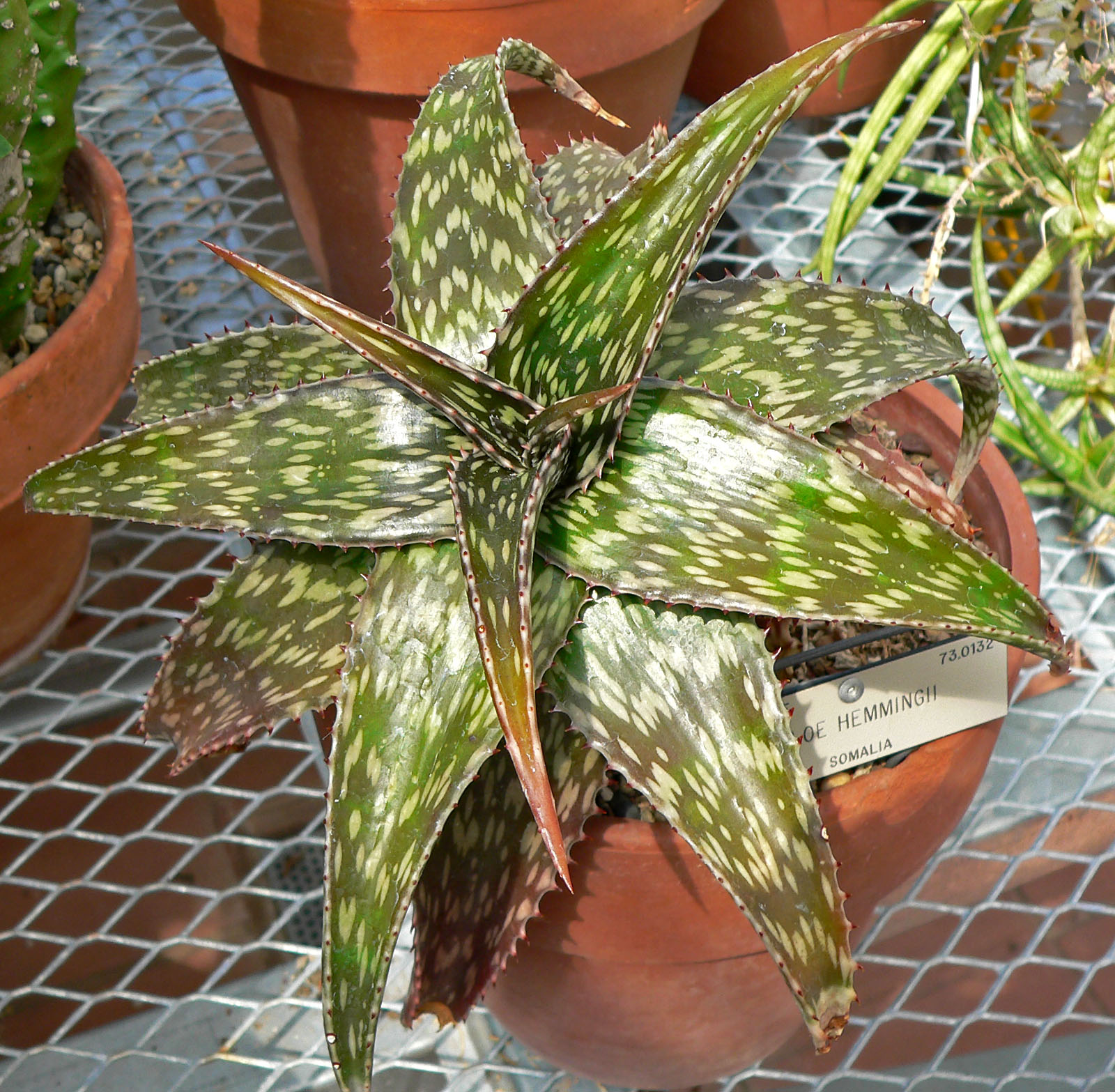
Vista de la planta

## Descripción
Es una planta suculenta sin tallo, solitaria o formando pequeños grupos. las hojas agrupadas en una roseta basal  son carnosas, largas y estrechas de color verde oscuro brillante con numerosas manchas blancas alargadas y los márgenes con dientes  triangulares de color marrón oscuro, de 1,5 mm de largo, 5 mm. La inflorescencia es simple, de 40 cm de altura; en forma de racimos cilíndricos, de 15 cm de largo, laxa; con brácteas y pedicelos de 6-8 mm de largo. Las flores de color rosa rojizo, colgantes.

## Taxonomía
Aloe hemmingii fue descrita por Gilbert Westacott Reynolds & Peter René Oscar Bally y publicado en Journal of South African Botany 30: 221, en 1964.
Etimología
Aloe: nombre genérico de origen muy incierto: podría ser derivado del griego άλς, άλός (als, alós), "sal" —dando άλόη, ης, ή (aloé, oés) que designaba tanto la planta como su jugo— debido a su sabor, que recuerda el agua del mar. De allí pasó al Latín ălŏē, ēs con la misma aceptación, y que, en sentido figurado, significaba también "amargo". Se ha propuesto también un origen árabe, alloeh, que significa "la sustancia amarga brillante"; pero es más probablemente de origen complejo a través del hébreo: ahal (אהל), frecuentemente citado en textos bíblicos.
hemmingii: epíteto otorgado en honor del botánico Christopher Francis Hemming (* 1926) por Desert Locust Survey.